# Star Wars: Galactic Battlegrounds
Star Wars: Galactic Battlegrounds è un videogioco strategico in tempo reale sviluppato da Ensemble Studios. Pubblicato nel 2001 da LucasArts, il gioco è ambientato nell'universo di Guerre stellari.
Il videogioco ha ricevuto un'espansione, Star Wars Galactic Battlegrounds: Clone Campaigns, distribuita l'anno seguente, incentrata sulle vicende di Star Wars: Episodio II - L'attacco dei cloni.

## Trama
In Star Wars: Galactic Battlegrounds sono presenti sei campagne che raccontano la storia della trilogia originale di Guerre stellari e del film Star Wars: Episodio I - La minaccia fantasma.

## Modalità di gioco
Il gioco utilizza il motore Genie della serie Age of Empires, infatti lo stile di gioco è simile a quello di Age of Empires II: The Conquerors. Gran parte delle funzionalità differiscono solo dal punto di vista estetico rispetto al gioco originale di ambientazione medievale.
Si possono controllare sei civiltà di Guerre stellari: l'Impero Galattico, l'Alleanza Ribelle, la Federazione dei Mercanti, i wookiee, i naboo reali e i gungan; oltre che esteticamente, le civiltà differiscono tra loro per alcune unità e abilità speciali.
C'è la possibilità di utilizzare forze terrestri, navali e aeree. Le forze aeree, novità rispetto ai precedenti titoli di Age of Empires, includono mezzi tipici della saga come i caccia TIE, ma si muovono solo bidimensionalmente sopra il campo di battaglia e sono in grado di stare ferme a mezz'aria.
Ogni civiltà ha tra le proprie unità anche i Jedi oppure i Sith.